# 天津市农业农村委员会
天津市乡村振兴局天津市农业农村委员会是中华人民共和国天津市人民政府主管农村工作的组成部門。

## 下属机构
- 干部处
- 综合计划处
- 科教处
- 宣传处
- 经营管理指导处
- 政策研究室
- 农业综合处
- 外经处
- 组织处
- 村镇建设处
- 企业指导处
- 机关党委
- 纪工委
- 信访办
- 老干部处
- 机关工会
- 信息中心
- 法规处
- 办公室
- 农业综合处[1]